# Tringa flavipes
Tringa flavipes là một loài chim trong họ Scolopacidae. Môi trường sinh sản của chúng là những khoảng trống gần ao trong khu vực rừng taiga từ Alaska đến Quebec. Chúng làm tổ trên mặt đất, thường ở những nơi khô ráo. Chúng di cư đến bờ biển vịnh Mexico của Hoa Kỳ và về phía nam đến Nam Mỹ.
Loài này là một loài thường xuyên đến Tây Âu; trong Vương quốc Anh khoảng năm con chim đến mỗi năm, chủ yếu là từ tháng 8 đến tháng 10, đôi khi có một số cá thể trú đông quá thời gian. Những con chim này kiếm ăn ở vùng nước nông, đôi khi sử dụng mỏ của chúng để khuấy động nước. Chúng chủ yếu ăn côn trùng, cá nhỏ và động vật giáp xác.